# Scott Mactavish
Scott Mactavish (nacido en 1965) es un cineasta, autor y ocasional actor estadounidense.

## Carrera
En la década de 2010, Mactavish produjo, escribió y dirigió los filmes MURPH: The Protector y God and Country: Untold Stories of the American Military. Previamente había dirigido el documental Summer Running: The Race to Cure Breast Cancer, protagonizado por la reconocida actriz Sissy Spacek. También ofició como productor ejecutivo en varios proyectos como el documental Chagas, dirigido por el argentino Ricardo Preve. Fundó su propia productora en 1998, con la que ha producido varios filmes y vídeos.
Mactavish es el autor de la obra New Dad Survival Guide, publicada por la editorial Little, Brown and Co, y es el coautor de Battle Ready: Memoir of a SEAL Warrior Medic, publicada por la editorial St. Martin's Press.

## Filmografía
- Family Mission: The TJ Lobraico Story - Director, escritor, productor
- MURPH: The Protector - Director, escritor, productor
- Ride for Lance - Director, escritor, productor
- God and Country: Untold Stories of the American Military - Director, escritor, productor
- Summer Running: The Race to Cure Breast Cancer - Director, escritor, productor
- Chagas:  A Hidden Affliction - Productor ejecutivo
- Stickball Boulevard - Productor ejecutivo